# Panasonic Senior Partner
Panasonic Senior Partner (Senior Partner) је био преносиви рачунар фирме Панасоник (Panasonic) који је почео да се производи у Јапану од 1983. године.
Користио је Intel 8088 као микропроцесор. RAM меморија рачунара је имала капацитет од 128 kb (512k највише). 
Као оперативни систем кориштен је MS-DOS 2.0A.

## Детаљни подаци
Детаљнији подаци о рачунару Senior Partner су дати у табели испод.
|                       |                                                                                            |
| [ 1 ]                 |                                                                                            |
| Произвођач            | Панасоник                                                                                  |
| Тип                   | преносиви рачунар                                                                          |
| Меморија              | 128 (512k највише)                                                                         |
| Поријекло             | Јапан                                                                                      |
| Година                | 1983                                                                                       |
| Тастатура             | Пуни помак тастатура са нумеричком тастатуром и функцијским тастерима                      |
| Процесор              | 8088                                                                                       |
| Фреквенција процесора | 4,77                                                                                       |
| RAM                   | 128 (512k највише)                                                                         |
| ROM                   | 16                                                                                         |
| Текст                 | 80 x 25                                                                                    |
| Графика               | CGA графика: 320 x 200 (4 боје), 640 x 200 (2 боје)                                        |
| Боја                  | монохром (уграђени 9-инчни монитор са котодном цијеви) и 4 боје (CGA) са спољним монитором |
| Звук                  | мали звучник ?                                                                             |
| Димензије             | 14                                                                                         |
| Портови               |                                                                                            |
| Оперативни систем     |                                                                                            |